# Allison Brewer
Allison Brewer est une femme politique canadienne, militante pour les droits sociaux ; elle s'investit particulièrement dans les questions des droits des homosexuels et de l'accès à l'avortement. Élue chef du Nouveau Parti démocratique du Nouveau-Brunswick en 2005, elle ne réussit à faire élire aucun député néo-démocrate à l'Assemblée législative du Nouveau-Brunswick lors de l'élection générale de 2006, et elle est elle-même battue dans la circonscription où elle était candidate. Elle démissionna le 6 novembre 2006.